# The Walking Zombie: Dead City
The Walking Zombie: Dead City è un videogioco sparatutto in prima persona, sviluppato da Alda Games, pubblicato da Google Commerce Ltd e diretto da Ales Kriz. 

## Trama
Nel 2020 il mondo è sommerso da un'apocalisse di zombie. Il gioco si apre col protagonista ed un suo compagno all'interno di una Chiesa cristiana mentre la stanno ripulendo da degli zombie. Una volta trovato un kit di primo soccorso, il protagonista viene morso alla gamba da uno zombie che solo all'apparenza sembrava ucciso. Il suo alleato quindi per fermare la diffusione del virus sul suo corpo è obbligato a tagliarli la gamba. Il protagonista per cui sarà costretto a sedersi su una sedia a rotelle per muoversi. 
Il gioco si compone di 200 livelli in totale. Oltre ai livelli normali (livelli in cui si uccidono solo zombie) il protagonista si troverà ad affrontare i livelli "Arena" (livelli in cui si devono uccidere più nemici possibili per guadagnare più monete), i livelli "Sniper" (livelli in cui si deve salvare con un fucile da cecchino un neonato da un'orda di zombie) e i livelli "Boss", dove appunto si devono sconfiggere dei boss per proseguire nei livelli (ad esempio un prete gigante, un ragno gigante, un chirurgo a due teste ecc.). 
Il giocatore man mano che prosegue col gioco guadagnerà monete in base agli zombie uccisi, ai colpi in testa messi segno, alle ferite riportate e alle "giornate di successo". 
I nemici non sono soltanto zombie, si possono trovare infatti anche animali come ad esempio pipistrelli, scorpioni e talpe. 
Si possono trovare poi zombie armati (con fucili o con dell'esplosivo addosso) o zombie caratteristici (vestiti da preti oppure vestiti da giocatori di football americano).
Il giocatore con le monete guadagnate può decidere se migliorare l'arma oppure se acquistarne una nuova. È possibile anche acquistare dei kit di pronto soccorso oppure delle bombe.
All'interno del gioco è presente la modalità multiplayer.